# Pil van Drion
De pil van Drion is een door de Nederlandse rechtsgeleerde Huib Drion in 1991 voorgestelde hypothetische pil waarmee een (hoog)bejaarde die 'klaar is met leven' op humane wijze een einde aan zijn of haar leven zou kunnen maken op een zelfgekozen tijdstip. De pil zou in de voorstelling van Drion met zekere veiligheidsmaatregelen vrij verkrijgbaar moeten zijn. Deze legale verkoop van de pil zou wat betreft Drion alleen gelden voor mensen van 75 jaar of ouder.
De pil zou feitelijk uit 2 pillen bestaan. Pil A & Pil B zouden met enkele dagen tussentijd ingenomen moeten worden. Dit zou ertoe dwingen er nog eens over na te denken.
In ruimere zin gaat de discussie over de pil van Drion over het recht (of niet) op zelfdoding.
Een dergelijk medicament bestaat tot op heden nog niet in Nederland. Tegenstanders reppen over een verwerpelijke zelfmoordpil waarvan de overheid het gebruik niet zou behoren toe te staan.
Voormalig Minister van Volksgezondheid Els Borst (D66) zorgde in de jaren negentig voor ophef in Nederland omdat zij de Pil van Drion wilde legaliseren. Met name D66 werpt zich sindsdien op als pleitbezorger voor die legalisatie.

## Publieke opinie over de Pil van Drion
Uit een peiling onder 1000 ondervraagden bleek dat zeven op de tien Nederlanders (74 procent) vindt dat een gecontroleerde verstrekking van de zogeheten ‘pil van Drion’ mogelijk moet worden, zo meldde begin maart 2008 een publiek opinie-onderzoek van Intomart in opdracht van het NCRV-televisieprogramma Rondom 10. 
En ook bij een peiling van Maurice de Hond in 2016 bleek dat bij alle politieke partijen in Nederland een meerderheid van de kiezers de beschikbaarstelling van een 'pil van Drion' ondersteunt voor mensen, die hun leven voltooid vinden. Met deze zelfdodingspil zouden ouderen die hun bestaan als ‘afgerond’ beschouwen op een humane manier een eind aan hun leven kunnen maken, ook als zij niet lichamelijk ‘uitzichtloos en ondraaglijk' lijden.
Een meerderheid (59%) van de bevolking zou zo´n Drion-pil overigens niet zelf als voorzorgsmaatregel in huis halen, aldus een andere uitkomst van dezelfde enquête waarbij duizend personen werden ondervraagd.
De meeste Nederlanders vinden wel dat ouderen die levensmoe zijn het recht hebben een eind aan hun leven te maken. De helft van de bevolking meent bovendien dat hulp bij zelfdoding van ouderen niet langer wettelijk strafbaar moet zijn. Redenen die door Nederlanders vooral worden genoemd om niet langer te willen leven: lichamelijke gebreken, eenzaamheid en het besef dat het leven ‘mooi genoeg’ geweest is.
De euthanasiewetgeving in Nederland verbiedt assistentie te verlenen aan niet-ernstig zieken bij het zelf bewerkstelligen van hun dood. Dat mag ook niet als zij ‘genoeg’ hebben van het leven, of in geval van niet-psychisch lijden. Wanneer er sprake is van (ernstig) psychisch lijden kan hier echter wel een uitzondering op worden gemaakt; er moet dan wel sprake zijn van een DSM-classificatie, aldus het Chabot-arrest.